# Yucatán (delstat)
 For alternative betydninger, se Yucatán. (Se også artikler, som begynder med Yucatán)
Yucatán er navnet på en af Mexicos 31 stater og befinder sig på den nordlige del af Yucatán-halvøen. Den grænser op til de mexicanske stater Campeche mod sydvest og Quintana Roo mod øst og sydøst, samt den Mexicanske Golf mod nord og vest. Statens areal er 43.257 km² og den havde i 2003 et indbyggertal på 1.700.400. Hovedstaden hedder Mérida. ISO 3166-2-koden er MX-YUC.
I staten Yucatán ligger også byerne Izamal, Motul, Muná, Progreso, Tecax, Tizimín, Umán og Valladolid, foruden mange vigtige mayaruiner såsom Acanceh, Ake, Chacmultun, Chichén Itzá, Dzibilichaltun, Kabah, Labna, Mayapan, Sayil, Uxmal og Yaxuna.
- Wikimedia Commons har flere filer relateret til Yucatán (delstat)

1. ↑  Número de habitantes - Yucatán (fra Wikidata).